# Federico Gutiérrez (piloto)
Federico Gutiérrez Hoppe (Estado de México, 17 de enero de 2006-Valle de Bravo, Estado de México, México, 29 de enero de 2023) fue un piloto de automovilismo mexicano. Hasta 2023 perteneció a la Escudería Telmex. En 2022 corrió en la NASCAR Challenge México donde ganaría el premio de novato del año.

## Carrera

### Inicios
Gutiérrez participó en diversos campeonatos de Karting en México y España durante 2010 y 2018, logrando ganar en 2012 la Super Karts Cup México en la categoría Baby Parilla 60 con el equipo Milan R.T..

### Fallecimiento
El lunes 30 de enero de 2023, se confirmó que Federico Gutiérrez Hoppe habría muerto en un accidente automovilístico en la carretera de cuota Toluca-Valle de Bravo, en el Estado de México, esto mientras iba con su hermano Max Gutiérrez en un Porsche al estrellarse a 100 km/h contra una camioneta Ford Explorer conducida por un hombre de 80 años y acompañado de su esposa de 65 años.

## Resumen de carrera
| Temporada | Categoría                      | Equipo     | Carreras | Victorias | Poles | VR | Podios | Puntos | Pos. |
| --------- | ------------------------------ | ---------- | -------- | --------- | ----- | -- | ------ | ------ | ---- |
| 2020      | Super Turismos México - ST2    | Renn Team  | 2        | 1         | ?     | ?  | 2      | 193    | 20.º |
| 2020      | Trucks Series México           | Team Tyson | 10       | 0         | 1     | 1  | 1      | 413    | 5.º  |
| 2021      | Super Turismos México - ST2    |            | 2        | 0         | 0     | 0  | 0      | 154    | 17.º |
| 2021      | Trucks Series México           | Team Tyson | 12       | 2         | 1     | 3  | 8      | 313    | 3.º  |
| 2022      | NASCAR México Challenge Series |            | 12       | 1         | ?     | ?  | ?      | 301    | 7.º  |
| Fuente:   |                                |            |          |           |       |    |        |        |      |

## Vida personal
Gutiérrez era hermano del piloto mexicano Max Gutiérrez, quien compite en campeonatos estadounidenses de NASCAR.